# José Custódio de Faria
José Custódio de Faria, también conocido como abate Faria o abbé Faria (Candolim, Goa, 31 de mayo de 1746-París, 20 de septiembre de 1819), fue un monje indoportugués, uno de los pioneros en el estudio científico de la hipnosis, que inspiró en parte el personaje del abate Faria de la novela El conde de Montecristo.

## Biografía
Nació en la India portuguesa. Su padre se unió al seminario para completar sus estudios como sacerdote, que había interrumpido para casarse, y su madre se hizo monja y se unió al convento de Santa Mónica.
Su padre tenía grandes expectativas en su hijo y logró enviarlo a Roma para que estudiara un doctorado en teología. Finalmente, de Faria obtuvo su doctorado y dedicó su tesis a la reina María I, y otro de sus estudios sobre el Espíritu Santo se lo dedicó al papa, quien, impresionado por el trabajo de Faria, lo invitó a predicar un sermón en la capilla Sixtina, en el que él mismo estuvo presente.
Terminó dando cátedras en una universidad francesa y después regresó a París, donde el hipnotismo ganaba importancia. Allí dio cátedras sobre su nueva doctrina. Murió de un paro cardíaco.

## Aportaciones
Faria entendió, a diferencia de sus predecesores, que el hipnotismo estaba basado en el poder de la sugestión, y en el siglo XIX introdujo la hipnosis oriental en París. 
Fue el primero en acentuar la importancia de la sugestión en el hipnotismo, y en demostrar la existencia de la autosugestión. Afirmaba que dentro del hipnotismo, el magnetismo era tan solo una forma de sueño; todo el proceso se llevaba a cabo en la imaginación del paciente y era provocado por la sugestión. 
Faria también cambió la terminología del mesmerismo, el cual antes se enfocaba en la concentración del paciente. Gracias a Faria, el operador se convirtió en el concentrador.